# ジャズミン・サリヴァン
ジャズミン・サリヴァン（Jazmine Sullivan、本名: Jazmine Marie Sullivan、1987年4月9日 - ）とは、アメリカ合衆国ペンシルベニア州フィラデルフィア出身のソウル/R&Bシンガーである。

## 来歴

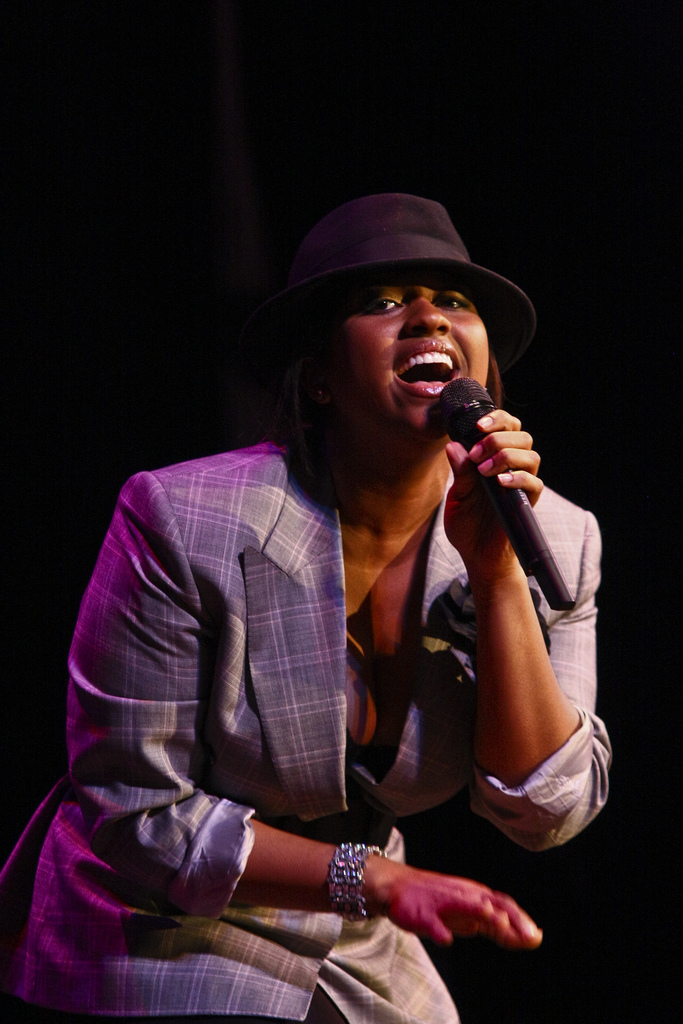
ライブでのJazmine Sullivan（2009年）

1987年4月9日にペンシルベニア州フィラデルフィアで生まれる。
2008年9月23日にミッシー・エリオットのプロデュースのもと、デビューアルバム『Fearless』をリリース。ビルボードアルバムチャートにて6位を記録する。収録曲「Need U Bad」がヒットし一躍有名になった。第51回グラミー賞では、最優秀新人賞、最優秀女性R&Bヴォーカル・パフォーマンス賞、最優秀トラディショナルR&Bパフォーマンス賞、最優秀R&Bソング賞、最優秀コンテンポラリーR&Bアルバム賞にノミネートされた。
2010年11月30日、2作目のスタジオアルバム『Love Me Back』をリリース。前作に続き批評家から高く評価され、第53回グラミー賞でリードシングル「Holding You Down (Goin' in Circles)」が最優秀女性R&Bヴォーカル・パフォーマンス賞にノミネートされた。
2015年1月13日、3年間の活動休止を経て3作目のスタジオ・アルバム『Reality Show』を発表。第59回グラミー賞最では最優秀R&Bアルバム賞など3部門にノミネートされた。
2021年1月8日、4作目のアルバム『Heaux Tales』をリリースした。

## ディスコグラフィ
スタジオ・アルバム
- Fearless (2008年)
- Love Me Back (2010年)
- Reality Show (2015年)
- Heaux Tales (2021年)